# فرناندا پائس لمه
فرناندا میراندا پیس لمه د آبرو (زادهٔ ۴ ژوئن ۱۹۸۳) یک هنرپیشه اهل برزیل است.
پائس لمه، دختر راوی و مفسر ورزشی آلوارو خوزه، کار خود را از کودکی با حضور در کمپین‌های تبلیغاتی آغاز کرد.

## فیلم‌شناسی

### تلویزیون
| سال  | عنوان                          | نقش                    | یادداشت                             |
| ---- | ------------------------------ | ---------------------- | ----------------------------------- |
| ۱۹۹۸ | سندی و جونیور                  | پاتریشیا (پتی)         | ۱۹۹۸–۲۰۰۳                           |
| ۲۰۰۳ | سایت پیکاپائو زرد              | کلاریس                 | کامئو                               |
| ۲۰۰۳ | اکنون آنها هستند               | کارینا                 |                                     |
| ۲۰۰۴ | ام سو کوراسائو                 | الیسا فورتادو          |                                     |
| ۲۰۰۴ | داکور دو پکادو                 | نیتا بازاروف           | کامئو                               |
| ۲۰۰۵ | آمریکا                         | روزاریو                |                                     |
| ۲۰۰۶ | دام                            | کالی                   | Globo TV Special                    |
| ۲۰۰۷ | ترنجبین                        | فلورا گرین             | قسمت: "Lígia"                       |
| ۲۰۰۷ | آمازونیا، دی گالوز و چیکو مندس | بلینها                 |                                     |
| ۲۰۰۷ | دزجو پرویبیدو                  | ترزا مندونسا (ترسینیا) |                                     |
| ۲۰۰۸ | کاسوس و آکاسوس                 | کریستیان               | قسمت: "O Colchão, a Mala ea Balada" |
| ۲۰۰۸ | نمای سوآ تاریخا                | اولین                  | قسمت: "A Herança de Napoleão"       |
| ۲۰۰۹ | بهشت                           | ماریا روزا مدیروس      |                                     |
| ۲۰۰۹ | سوپربونیتا                     | خودش                   | مجری                                |
| ۲۰۰۹ | Xuxa ویژه کریسمس               | پاستورینیا آبی         | ویژه کریسمس                         |
| ۲۰۱۰ | اورژانس SOS                    | گراسا                  | قسمت: "Várias Vezes ao Dia"         |
| ۲۰۱۰ | نیروی کار                      | استفانی                | قسمت: "پردا توتال"                  |
| ۲۰۱۱ | کنایه از بی‌فکری در عشق         | ایرنه براندائو         |                                     |
| ۲۰۱۲ | برزیلی                         | لویزا                  | قسمت: "A Reacionária do Pantanal"   |
| ۲۰۱۲ | سلو خورخه                      | مارسیا                 |                                     |
| ۲۰۱۳ | پورتا دوس فوندوس               | کلودیا                 | اپیزودیو: "Homens"                  |
| ۲۰۱۴ | عشق حقیقی                      | شش کاراکتر             |                                     |
| ۲۰۱۴ | سوپراستار                      | خودش                   | ارائه کننده                         |
| ۲۰۱۶ | فاکتور ایکس                    | میزبان                 |                                     |

### فیلم
| سال  | عنوان                         | نقش     |
| ---- | ----------------------------- | ------- |
| ۲۰۰۷ | مردی که شیطان را به چالش کشید | جنیفر   |
| ۲۰۰۷ | پودکرر!                       | ملیسا   |
| ۲۰۱۱ | Cilada.com                    | فرناندا |
| ۲۰۲۰ | ثروتمند در عشق                | آلانا   |